# Auguste Vanderkelen
Auguste Vanderkelen, né en 1915 et mort à Huldenberg en 1991 est un peintre, portraitiste et illustrateur belge.

## Biographie
Auguste Vanderkelen passe son enfance à La Hulpe (Belgique, Brabant wallon) où il effectue ses études primaires. Ses parents s'établissent à Cambrai (France) où il réalise ses études secondaires, puis il effectue ses études supérieures artistiques à l'Académie royale des Beaux-Arts de Bruxelles, couronnées par plusieurs prix. Il y suit l'enseignement de Henri Van Haelen, Alfred Bastien et Firmin Baes. Mobilisé et prisonnier de guerre lors de la Seconde Guerre mondiale, il vit ensuite de sa production, principalement comme portraitiste. Il pratique l'huile, le pastel, la sanguine et le fusain. Il est également actif dans la publicité et produit des aquarelles pour des vitrines de l'Institut royal des Sciences naturelles de Belgique, à Bruxelles. Il travaille ensuite, à partir de 1957-1958, comme illustrateur pour les volumes de chromos produits par les éditions Historia. Il y prend la relève de Jean-Léon Huens pour l'illustration de la série Nos Gloires sur des textes de l'abbé Jean Schoonjans. Il assure ensuite, toujours aux éditions Historia, l'illustration des dix volumes de L'héritage européen (1964-1975) et contribue à celle de la série Castels et donjons (1972-1975). Il entretint des liens amicaux avec le peintre et illustrateur James Thiriar. La maladie interrompt sa carrière en 1975, il décède à Huldenberg en 1991.